# Horní Poříčí (district de Blansko)
Pour les articles homonymes, voir Horní Poříčí.
Horní Poříčí (en allemand : Ober Porzicz ou Ober Porschütz) est une commune du district de Blansko, dans la région de Moravie-du-Sud, en République tchèque. Sa population s'élevait à 277 habitants en 2020.

## Géographie
Horní Poříčí se trouve à 6 km au nord-est d'Olešnice, à 28 km au nord-nord-ouest de Blansko, à 45 km au nord-nord-ouest de Brno et à 157 km à l'est-sud-est de Prague.
La commune est limitée par Bohuňov et Vítějeves au nord, par Študlov à l'est, par Prostřední Poříčí au sud-est et au sud, et par Kněževes à l'ouest.

## Histoire
La première mention écrite du village date de 1591.